# Tóth Jenő (ejtőernyős)
Tóth Jenő (1919. december 1.–1999. május 2.) magyar hivatásos katona, ejtőernyős sportoló.

## Életpálya
1948-tól az újjászervezett ejtőernyős csapategység kiképző tiszthelyettese (törzsőrmester).

## Sporteredmények

### Magassági csúcs 6270
A Magyar Önkéntes Honvédelmi Szövetség hét ejtőernyős sportolója 1955 májusában rekord kísérletet hajtottak végre. Rónai Mihály csapatkapitány, Tóth Jenő, Pruha József, Dézsi Gábor, Magyar Miklós, Gyulai György és Hollósi Lajos a Malév utasszállító gépének segítségével Kapitány István pilóta rekordmagasságba emelkedett. A sportolók mindegyike eddig több mint háromszáz zuhanóugrást hajtott végre. A magasságmérő készülék grafikonja 6270 métert mutat. Az ugrók 250 kilométeres sebességgel zuhantak a föld felé, áttörve a felhőréteget. Közel kétperces szabadesés után 600 méter földközelben lobbantak az ernyők. A hét ugró a Szovjetunió után a világ második legjobb csoportos eredményét érte el.

### Éjszakai rekord
A Balatonkiliti repülőtéren 1962. június 14-én egy Li–2-es repülőgépből éjszakai rekord kísérleti ejtőernyős ugrást hajtottak végre a légierő legjobb ejtőernyősei. A hét rekorder, H. Nagy Imre, Valkó Gyula, Magyar Miklós, Tóth Jenő, Juhász József, Gajdán Miklós és Gyürki Imre a hadsereg ejtőernyős csapatának tagjai és a három célugró: Kovács Sándor, Hüse Károly és Molnár Tibor. Az első célugró Molnár Tibor 2000 méteren, a másik kettő 4000 méteren hagyta el a gépet. 5480 méternél a hét rekorder szorosan egymást követve kiugrott a gépből, 80 másodperces zuhanórepülés után nyitották az ernyőket.

### Magyar bajnokság
- 1954-ben összetett ejtőernyős ugrásban magyar bajnok